# Subunità
Nella struttura proteica una subunità è una singola molecola proteica che si assembla con altre molecole proteiche per formare una proteina multimerica o oligomerica.
Per esempio sono proteine ed enzimi oligomerici l'emoglobina e la DNA polimerasi (DNA-dipendente), mentre il microtubulo è multimerico.
Il DNA invece, è una catena costituita da tante subunità chiamate nucleotidi che, avvolgendosi e legandosi tra loro, formano la nota struttura a doppia elica.
Una proteina a Struttura quaternaria è formata da due o più subunità